# Thư viện số Kujawsko-Pomorska
Trong khuôn khổ Thư viện Khoa học Hiệp hội của Vùng Kujawsko-Pomorski, Thư viện Đại học Nicolaus Copernicus ở Toruń đã bắt đầu một doanh nghiệp lâu dài về việc xây dựng một thư viện kỹ thuật số có tên Thư viện số Kujawsko-Pomorska. Việc thực hiện dự án được tài trợ bởi Quỹ kết cấu EU và các bộ sưu tập đầu tiên sẽ được tạo ra trong những năm 2005-2006. Vào cuối năm 2006, các bộ sưu tập đã được truy cập.
Mục đích chính của dự án là tạo ra một thư viện kỹ thuật số trong khu vực để hỗ trợ phát triển tiềm năng trí tuệ và đổi mới của xã hội, để truy cập nhanh vào nội dung thông tin và kiến thức, và bảo vệ các tài liệu có giá trị của khu vực và văn học mà quốc gia tạo ra. Dự án mang tính sáng tạo và thử nghiệm, liên quan đến các thư viện Ba Lan (một trong những thư viện đầu tiên ở Ba Lan).
Các bên tham gia dự án trong chi phí và thực hiện nó:
- Thư viện Đại học Nicolaus Copernicus ở Toruń - điều phối viên của dự án;
- Thư viện Dược phẩm NCU Collegium ở Bydgoszcz - đối tác;
- Thư viện Đại học Kazimierz Wielki ở Bydgoszcz - đối tác.

Cũng như các thư viện còn lại của Thư viện Khoa học Hiệp hội của Vùng Kujawsko-Pomorski, họ cũng sẽ sử dụng và phát triển dự án.
Các nhóm bộ sưu tập sau:
- Bộ sưu tập Khoa học - bao gồm các bản sao kỹ thuật số của sổ tay, sách chuyên khảo và bài báo khoa học được lựa chọn trong khu vực.
- Bộ sưu tập Di sản Văn hóa - bao gồm các bản sao kỹ thuật số của các mặt hàng có giá trị và được sử dụng nhiều nhất: những cuốn sách in đầu tiên, bản in cũ, bản thảo, bộ sưu tập biểu tượng, vật phẩm bản đồ, bộ sưu tập di cư, v.v.
- Bộ sưu tập khu vực - thu thập các bản sao kỹ thuật số của: ấn phẩm khu vực, tờ rơi, áp phích, vở kịch, hình ảnh, lời mời, danh mục triển lãm và hội chợ thương mại của khu vực.
- Bộ sưu tập âm nhạc - bản sao kỹ thuật số của bản nhạc.
- Bộ sưu tập Bản đồ - bản sao kỹ thuật số của các bản đồ được chọn của khu vực.

Thư viện số Kujawsko-Pomorska là để phục vụ các nhà khoa học, sinh viên, học sinh và tất cả công dân trong khu vực. Việc thực hiện nó sẽ phụ thuộc vào tất cả các thủ thư tham gia vào dự án và các tác giả, những người muốn đặt các tác phẩm của họ trong một thư viện số. Trong tương lai, nó cũng sẽ phụ thuộc vào các tổ chức, họ muốn mở rộng nắm giữ các bộ sưu tập khác quan trọng cho khu vực. Thư viện Đại học Nicolaus Copernicus được mở cho mỗi đề xuất tốt hướng tới làm phong phú cơ sở kỹ thuật số của thư viện số này.